# Телякей-Кубово
Теляке́й-Кубо́во (рос. Телякей-Кубово, башк. Теләкәй-Ҡобау) — присілок у складі Буздяцького району Башкортостану, Росія. Входить до складу Канли-Туркеєвської сільської ради.
Населення — 44 особи (2010; 52 у 2002).
Національний склад:
- башкири — 100 %